# Roe (Arkansas)
Roe è un comune degli Stati Uniti d'America, situato in Arkansas, nella contea di Monroe.